# École polytechnique universitaire d'Aix-Marseille
Ne doit pas être confondu avec École polytechnique (France).
L'École polytechnique universitaire de Marseille (EPUM), ou Polytech Marseille, est l'une des 204 écoles d'ingénieurs françaises accréditées au 1er septembre 2020 à délivrer un diplôme d'ingénieur.
Créée en 2001, l'école accueille plus de 1 500 élèves, dont environ 20% en cycle préparatoire (2 ans) et le reste en cycle ingénieur (3 ans), ainsi que 142 enseignants-chercheurs permanents, une centaine de doctorants, 50 personnels techniques et administratifs et plus de 200 intervenants extérieurs. Elle est membre du réseau Polytech.

## Historique
Polytech Marseille a été créée en 2001 par le regroupement de trois écoles d'ingénieurs : l'institut Charles-Fabry (ICF), l'Institut universitaire des sciences pour l'ingénieur de Marseille (IUSPIM), l'Institut universitaire des systèmes thermiques industriels (IUSTI). En 2006, une quatrième spécialité (génie civil) a été créée.
En 2013, dans le cadre de la fusion des trois universités d'Aix-Marseille, Polytech Marseille fusionne avec l'École supérieure d'ingénieurs de Luminy (ESIL). 
Polytech Marseille rassemble ainsi sous un même label toutes les formations d'ingénieurs universitaires habilitées par la Commission des titres d'ingénieur (CTI) créées sur l'aire marseillaise pendant les vingt dernières années et couvre une palette très large des sciences de l'ingénieur. 
Ce sont aujourd'hui plus de 6 000 ingénieurs diplômés qui sont issus de ces formations.

## Enseignement

### Admission
Polytech Marseille recrute, via des concours nationaux communs à plusieurs écoles : 
- après un baccalauréat général scientifique (S), ou technologique STI2D (concours Geipi Polytech) pour l'entrée en cycle préparatoire intégré de deux ans ;
- après une première année commune aux études de santé pour l'entrée en cycle préparatoire intégré ;
- ou après un bac+2, +3 ou +4, pour entrer dans le cycle ingénieur de trois ans.

Elle recrute également des étudiants titulaires de diplômes équivalents étrangers.

### Organisation des études
L'école propose un cycle préparatoire intégré de deux ans pour lequel les cours se déroulent sur le campus de St Jérôme. 
Les trois années suivantes constituent le cycle ingénieur, avec neuf spécialités : 
- génie biologique,
- génie biomédical,
- génie civil,
- génie industriel et informatique,
- informatique,
- matériaux,
- mécanique et énergétique,
- microélectronique et télécommunications,
- systèmes numériques.

Toutes ces spécialités sont accessibles avec le statut étudiant, ou en formation continue. De plus, les spécialités Informatique, Mécanique & Energétique et Systèmes numériques sont proposées en apprentissage. 
L'école propose aussi un double-diplôme en architecture en partenariat avec l'Ecole Nationale Supérieure d'Architecture de Marseille ( ENSA-Marseille ou ENSA-M  ) qui commence dès la première année de cycle préparatoire intégré. Une validation de la licence d'architecture est réalisée durant les cinq années de diplôme d'ingénieur, en spécialité génie civil, et le master d'architecture est réalisé a posteriori, directement à l'ENSA-M. 
Similairement, toutes les spécialités de Polytech Marseille proposent de valider un Master management à Kedge en parallèle du diplôme d'ingénieur. 

## Campus
L'école est implantée dans deux campus marseillais :
- L’Étoile : Château-Gombert (spécialités génie civil[9], mécanique énergétique[10], microélectronique et télécommunications[11], systèmes numériques[12]) et Saint-Jérôme (spécialité génie industriel et informatique[13]) ;
- Luminy (spécialités génie biologique[14], génie biomédical[15], informatique[13], matériaux[16]).

## Recherches et laboratoires associés
Polytech Marseille est associée à quinze laboratoires de recherche labellisés.

## Quelques anciens élèves
Lili Sebesi, skipper (mécanique et énergétique 2017)
Michel Py, Maire de Leucate (mécanique et énergétique 1994) 